# 安格巴赫河 (林嫩巴赫河支流)
47°45′39″N 11°39′21″E / 47.76079°N 11.65582°E

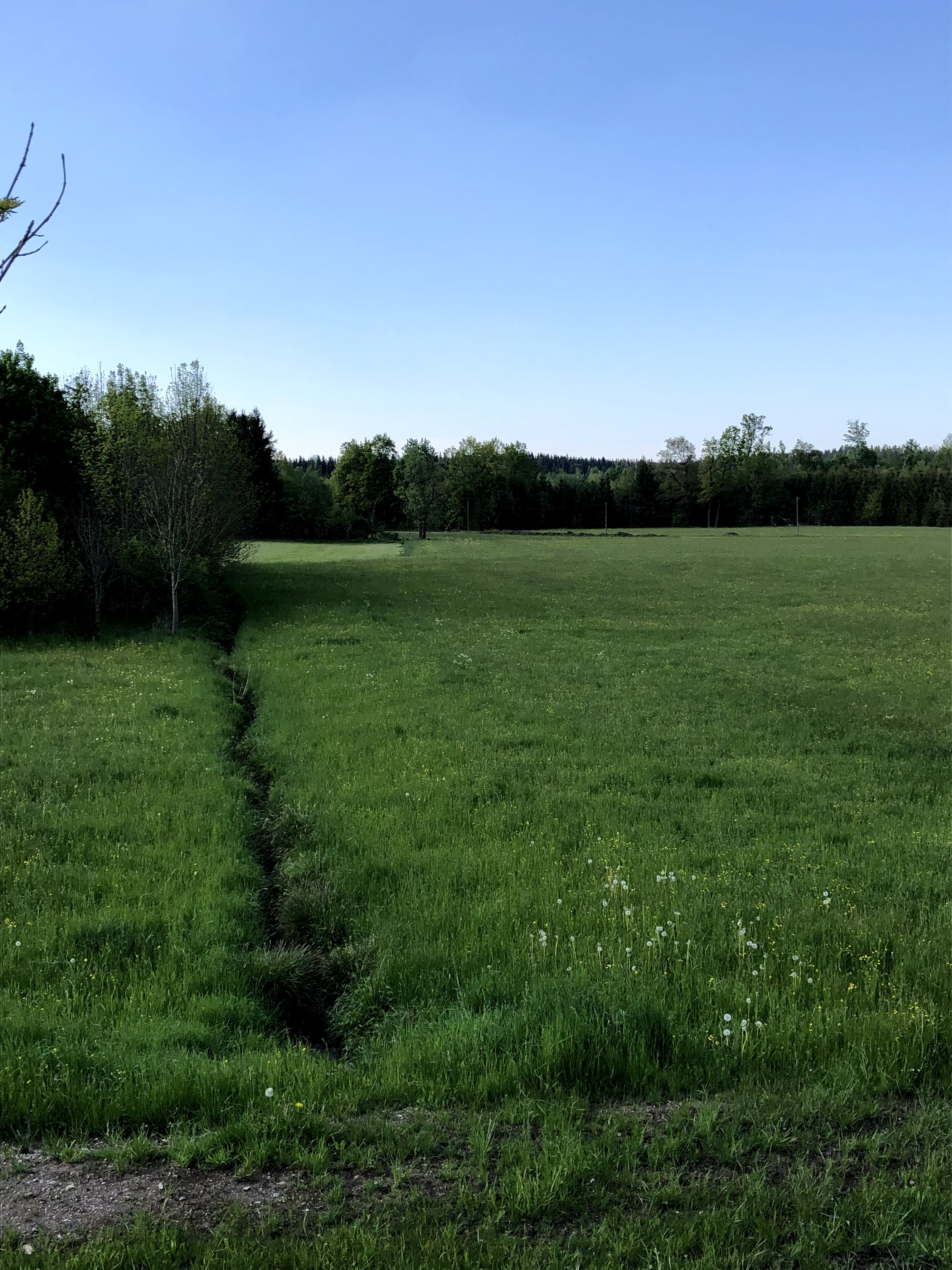

安格巴赫河（德語：Angerbach），是德國的河流，位於該國東南部，由巴伐利亞負責管轄，屬於多瑙河的支流，流經米斯巴赫縣，河道全長3.5公里，發源自瓦基興附近。